# Thanawat Suengchitthawon
Thanawat Suengchitthawon (thailändisch ธนวัฒน์ ซึ้งจิตถาวร, * 8. Januar 2000 in Suphanburi), auch als Gun bekannt, ist ein thailändisch-französischer Fußballspieler.

## Karriere

### Verein
Thanawat Suengchitthawon erlernte das Fußballspielen in den Jugendmannschaften der französischen Vereine AS Neunkirch sowie AS Nancy. Beim AS Nancy spielte er von 2018 bis 2020 in dessen Reservemannschaft. Diese trat in der fünften Liga, der National 3 Grand-Est, an. Im September 2020 ging er weiter nach England. Hier unterschrieb er einen Vertrag bei Leicester City. Bei dem Verein aus Leicester, dessen erste Mannschaft in der Premier League spielt, kam er bis heute jedoch nur in der U23-Mannschaft zum Einsatz. Für den Klub spielte er 29-mal in der Premier League 2, der Reserveliga der höchsten Spielklasse, und erzielte dabei fünf Treffer. Doch seit dem 3. August 2022 laboriert der Mittelfeldspieler an einem Kreuzbandriss und kam zu keinen weiteren Einsätzen mehr. Nach der Saison 2022/23 wurde sein Vertrag nicht verlängert. Im Juli 2023 ging er nach Thailand. Hier schloss er sich dem Erstligisten Muangthong United an. Mit Muangthong stand er am 16. Juni 2024 im Finale des Thai League Cup. Hier verloren sie mit 1:0 gegen den Erstligisten BG Pathum United FC. Am 9. August 2024 wechselte er nach Ratchaburi zum ebenfalls in der ersten Liga spielenden Ratchaburi FC.

### Nationalmannschaft
Thanawat Suengchitthawon war von 2016 bis 2017 für die U16- und U17-Mannschaft von Frankreich aktiv. Seit 2021 spielt er nun für Thailand und gab sein Debüt für dessen A-Nationalmannschaft am 3. Juni 2021 bei einem Testspiel gegen Tadschikistan. Hier wurde er beim 2:2-Unentschieden in der Halbzeit für Sathaporn Daengsee eingewechselt. Im Oktober 2021 absolvierte Suengchitthawon dann auch seine ersten Partien für die U-23 Thailands. Ende des Jahres nahm er mit der A-Auswahl an der Südostasienmeisterschaft 2021 teil, wo er in sechs Spielen zum Einsatz kam und den Wettbewerb am Ende gewann.

## Erfolge

### Verein
Muangthong United
- Thailändischer Ligapokalfinalist: 2023/24

### Nationalmannschaft
- Südostasienmeisterschaft: 2021